# فلوید پترسون
فلوید پترسون (انگلیسی: Floyd Patterson؛ ۴ ژانویهٔ ۱۹۳۵ – ۱۱ مهٔ ۲۰۰۶) یک بوکسور اهل ایالات متحده آمریکا بود که بین سالهای ۱۹۵۲ تا ۱۹۷۲ به رقابت پرداخت و بین سالهای ۱۹۵۶ تا ۱۹۶۲ در سنگین‌وزن سلطنت کرد. در ۲۱ سالگی او اولین بوکسور در جهان بود که برای کسب عنوان در تاریخ مبارزه می‌کرد. همچنین اولین سنگین‌وزن بود که بعد از اینکه عنوان سنگین وزن جهان را از دست داد دوباره آن را بدست آورد.
او به عنوان بوکسور آماتور در المپیک تابستانی سال ۱۹۵۲ هلسینکی، فنلاند، در رقابتهای دسته میان وزن توانست مدال طلا را برای آمریکا به ارمغان آورد.
در سالهای ۱۹۵۶ و ۱۹۶۰، پترسون توسط مجله رینگ (The Ring) و انجمن نویسندگان بوکس آمریکا به عنوان جنگنده سال انتخاب شد. وی در سال ۱۹۹۱ به عضویت در تالار مشاهیر بین‌المللی بوکس نائل شد.

## اوایل زندگی
پترسون در ۴ ژانویه سال ۱۹۳۵ در خانواده ای فقیر در واکو، کارولینای شمالی به دنیا آمد. فلوید کوچکترین بچه در بین ۱۱ بچه خانواده بود. ساوانا جو پاترسون اولین پسر عموی وی در خارج از ایالت آرکانزاس بود. او هر تابستان به بازدید از وی می‌پرداخت. خانواده وی به بروکلین نیویورک نقل مکان کردند، جایی که فلوید یک آدم واقعی و یک دزد کوچک بود. در ۱۰ سالگی او به مدرسه پسرانه ویلتویک فرستاده شد. او تقریباً دو سال در آنجا ماند. او در دبیرستان نیو پالتز، نیویورک نحصیل کرد و در آنجا کلیه ورزش‌ها موفق شد.
پترسون در چهارده سالگی جذب بوکس شد و در سالن بدنسازی انجمن بوکس بوردفورد-استویواسانت مشغول آموزش بود. سه سال بعد، او در المپیک ۱۹۵۲ هلسینکی به عنوان میان وزن مدال طلا کسب کرد. در سال ۱۹۵۲، او در مسابقات قهرمانی ملی میان وزن آماتور و قهرمانی دستکش طلای میان وزن، در نیویورک پیروز شد. در آن زمان او توسط کاس داماتو (Cus D'Amato) مربی بوکس مورد توجه قرار گرفت و او را در باشگاه بدنسازی گرامرسی (Gramercy) تعلیم داد.

## دوران اولیه حرفه‌ای
پترسون مسیر خود را پیدا کرد و به‌طور پیوسته در رده‌ها و رتبه‌های مختلف بالا رفت، تنها اولین شکست او در یک مسابقه هشت راندی مقابل قهرمان سابق نیمه سنگین‌وزن، جوی ماکسیم در ۷ ژوئن سال ۱۹۵۴ در ورزشگاه (Eastern Parkway Arena) بروکلین، نیویورک بود.

## قهرمانی
اگرچه پترسون در بیشتر اوایل دوران حرفه ای خود در محدوده نیمه سنگین‌وزن جنگید، اما او و مدیر کاس داماتو همیشه قصد داشتند برای مسابقات قهرمانی سنگین‌وزن بجنگند. در حقیقت، داماتو این برنامه‌ها را در اوایل سال ۱۹۵۴ آشکار کرد، هنگامی که وی به مطبوعات گفت که پترسون هدف کشب عنوان سنگین‌وزن را دارد. اما پس از آنکه راکی مارسیانو بازنشستگی خود را به عنوان قهرمان جهانی سنگین‌وزن در ۲۷ آوریل ۱۹۵۶ اعلام کرد، پترسون توسط مجله رینگ (The Ring) به عنوان برترین مدعی سنگین‌وزن در رده‌بندی قرار گرفت. پس از اعلام مارسیانو، جیم نوریس از باشگاه بین‌المللی بوکس اظهار داشت که پاترسون یکی از شش مبارزی بود که برای تاج گذاری جانشین مارسیانو در مسابقات حذفی شرکت می‌کرد. مجله رینگ سپس پترسون را در رده‌بندی سنگین‌وزن جای داده و او در رده پنجم لیست قرار گرفت.
فلوید در ۲۰ سپتامبر ۱۹۷۲، در آخرین مسابقه حرفه ای خود در مقابل محمد علی کلی قرار گرفت و به او باخت.

## زندگی بازنشستگی
در دوران بازنشستگی، وی و اینگمار جوهانسون دوستانی خوب شدند که هر سال برای بازدید از یکدیگر به اقیانوس اطلس پرواز می‌کردند و وی به عنوان رئیس کمیسیون ورزشی ایالت نیویورک دو دوره خدمت می‌کرد. پترسون همچنین در سال ۱۹۹۱ به عضویت تالار مشاهیر بین‌المللی بوکس درآمد.
پترسون سالها در کنار همسر دومش، جنت نیو پالتز، نیویورک زندگی کرد. آنها دو دختر داشتند، جنیفر و ژانین. در سال ۱۹۸۲ و ۱۹۸۳ او ماراتن استکهلم را به همراه اینگمار جوهانسون اداره کرد.
فرزند خوانده او، تریسی هریس پترسون (Tracy Harris Patterson)، بوکسور قهرمان جهان در دهه ۱۹۹۰ بود و در طی بخشی از دوران کار خود توسط فلوید آموزش دیده بود. آنها اولین پدر و پسری هستند که در بوکس عناوین جهانی را بدست آورده‌اند. فلوید همچنین در سال ۱۹۹۲ دونووان رادوک (Donovan (Ruddock بوکسور سنگین‌وزن کانادا را برای مبارزه با گرگ پیج، فیل جکسون و لنوکس لوئیس آموزش داد.
زمین فوتبال دبیرستان جدید پالتز در سال ۱۹۸۵ با عنوان «میدان فلوید پترسون» نامگذاری شد.

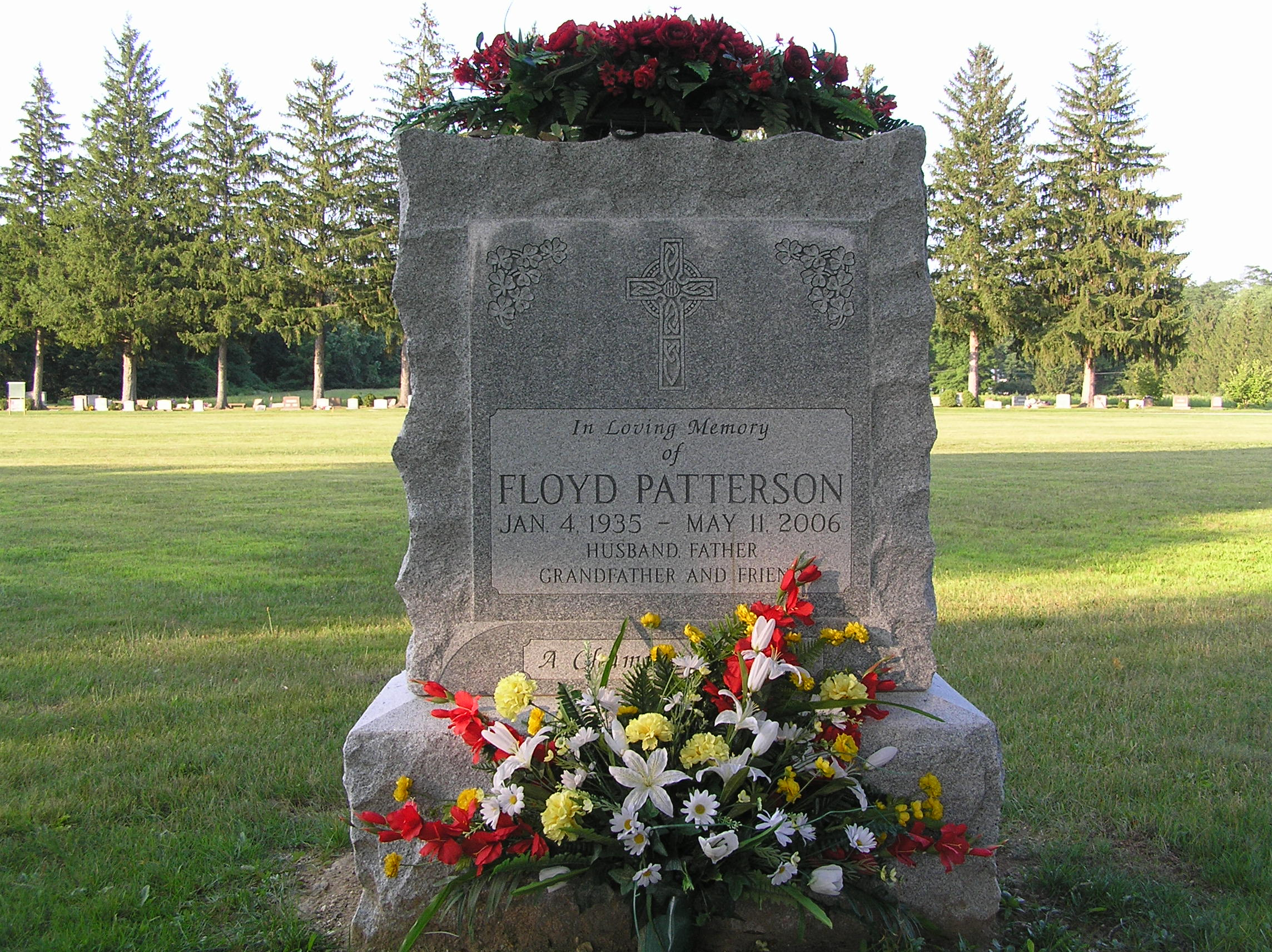
The grave of Floyd Patterson

## مرگ
پترسون در سالهای پایانی خود از بیماری آلزایمر و سرطان پروستات رنج می‌برد. وی در ۱۱ مه ۲۰۰۶ در سن ۷۱ سالگی در خانه اش در نیو پالتز درگذشت. پیکر وی در گورستان روستای نیوپالتز، شهر اولستر، نیویورک دفن شد.

## جایگاه در رده‌بندی‌های معتبر جهانی
- رتبه ۱۵ در جدول رتبه‌بندی قهرمانان سنگین‌وزن جهان سایت معتبر بوکس رک (به انگلیسی: BoxRec) قبل از اینگمار یوهانسون، بعد از لری هولمز.
- رتبه ۱۸ در لیست '''۱۰۰ مشت زن بزرگ سنگین‌وزن همه دوران''' سایت معتبر بوکس (به انگلیسی: Boxing) قبل از جیمز جی کوربت، بعد از آزارد چارلز.

## کارنامه بوکس حرفه ای
| خلاصه بوکس حرفه‌ای |        |        |
| ۶۴ مبارزه         | ۵۵ بُرد | ۸ شکست |
| با ناک‌اوت         | ۴۰     | ۵      |
| با تصمیم داور     | ۱۵     | ۳      |
| تساوی‌ها           | ۱      | ۱      |

| ردیف | نتیجه     | رکورد  | حریف                | ثبت | راند، زمان    | تاریخ           | در سن           | محل                                                        | توضیح                                                                                |
| ---- | --------- | ------ | ------------------- | --- | ------------- | --------------- | --------------- | ---------------------------------------------------------- | ------------------------------------------------------------------------------------ |
| ۶۴   | Loss      | ۵۵–۸–۱ | محمد علی کلی        | RTD | 7 (12), ۳:۰۰  | ۲۰ سپتامبر ۱۹۷۲ | ۳۷ سال، ۲۶۰ روز | Madison Square Garden, New York City, New York, U.S.       | For NABF heavyweight title                                                           |
| ۶۳   | Win       | ۵۵–۷–۱ | Pedro Agosto        | TKO | 6 (10), ۳:۰۰  | Jul 14, 1972    | ۳۷ سال، ۱۹۲ روز | Singer Bowl, New York City, New York, U.S.                 |                                                                                      |
| ۶۲   | Win       | ۵۴–۷–۱ | Oscar Bonavena      | UD  | ۱۰            | ۱۱ فوریه ۱۹۷۲   | ۳۷ سال، ۳۸ روز  | Madison Square Garden, New York City, New York, U.S.       |                                                                                      |
| ۶۱   | Win       | ۵۳–۷–۱ | Charlie Harris      | KO  | 6 (10), ۲:۳۱  | ۲۳ نوامبر ۱۹۷۱  | ۳۶ سال، ۳۲۳ روز | Multnomah County Exposition Center, Portland, Oregon, U.S. |                                                                                      |
| ۶۰   | Win       | ۵۲–۷–۱ | Vic Brown           | UD  | ۱۰            | ۲۱ اوت ۱۹۷۱     | ۳۶ سال، ۲۲۹ روز | Peace Bridge Arena, Fort Erie, Ontario, Canada             |                                                                                      |
| ۵۹   | Win       | ۵۱–۷–۱ | Charley Polite      | UD  | ۱۰            | Jul 17, 1971    | ۳۶ سال، ۱۹۴ روز | Erie Arena, Erie, Pennsylvania, U.S.                       |                                                                                      |
| ۵۸   | Win       | ۵۰–۷–۱ | Terry Daniels       | UD  | ۱۰            | ۲۶ مه ۱۹۷۱      | ۳۶ سال، ۱۴۲ روز | Cleveland Arena, Cleveland, Ohio, U.S.                     |                                                                                      |
| ۵۷   | Win       | ۴۹–۷–۱ | Roger Russell       | TKO | 9 (10), ۱:۲۹  | ۲۹ مارس ۱۹۷۱    | ۳۶ سال، ۸۴ روز  | Philadelphia Arena, Philadelphia, Pennsylvania, U.S.       |                                                                                      |
| ۵۶   | Win       | ۴۸–۷–۱ | Levi Forte          | KO  | 2 (10), ۲:۲۰  | ۱۶ ژانویه ۱۹۷۱  | ۳۶ سال، ۱۲ روز  | Convention Center, Miami Beach, Florida, U.S.              |                                                                                      |
| ۵۵   | Win       | ۴۷–۷–۱ | Charley Green       | KO  | 10 (10), ۱:۱۵ | ۱۵ سپتامبر ۱۹۷۰ | ۳۵ سال، ۲۵۴ روز | Madison Square Garden, New York City, New York, U.S.       |                                                                                      |
| ۵۴   | Loss      | ۴۶–۷–۱ | Jimmy Ellis         | PTS | ۱۵            | ۱۴ سپتامبر ۱۹۶۸ | ۳۳ سال، ۲۵۴ روز | Råsunda Stadium, Stockholm, Sweden                         | For WBA heavyweight title                                                            |
| ۵۳   | Loss      | ۴۶–۶–۱ | Jerry Quarry        | MD  | ۱۲            | ۲۸ اکتبر ۱۹۶۷   | ۳۲ سال، ۲۹۷ روز | Grand Olympic Auditorium, Los Angeles, California, U.S.    |                                                                                      |
| ۵۲   | مساویDraw | ۴۶–۵–۱ | Jerry Quarry        | MD  | ۱۲            | ۹ ژوئن ۱۹۶۷     | ۳۲ سال، ۱۵۶ روز | Memorial Coliseum, Los Angeles, California, U.S.           |                                                                                      |
| ۵۱   | Win       | ۴۶–۵   | Bill McMurray       | KO  | 1 (10), ۲:۳۷  | ۳۰ مارس ۱۹۶۷    | ۳۲ سال، ۸۵ روز  | Civic Arena, Pittsburgh, Pennsylvania, U.S.                |                                                                                      |
| ۵۰   | Win       | ۴۵–۵   | Willie Johnson      | KO  | 3 (10), ۲:۰۵  | ۱۳ فوریه ۱۹۶۷   | ۳۲ سال، ۴۰ روز  | Municipal Auditorium, Miami Beach, Florida, U.S.           |                                                                                      |
| ۴۹   | Win       | ۴۴–۵   | Henry Cooper        | KO  | 4 (10), ۲:۱۰  | ۲۰ سپتامبر ۱۹۶۶ | ۳۱ سال، ۲۵۹ روز | Empire Pool, London, England                               |                                                                                      |
| ۴۸   | Loss      | ۴۳–۵   | محمد علی کلی        | TKO | 12 (15), ۲:۱۸ | ۲۲ نوامبر ۱۹۶۵  | ۳۰ سال، ۳۲۲ روز | Las Vegas Convention Center, Winchester, Nevada, U.S.      | For WBC, The Ring, and lineal heavyweight titles                                     |
| ۴۷   | Win       | ۴۳–۴   | Tod Herring         | TKO | 3 (10), ۰:۴۰  | ۱۴ مه ۱۹۶۵      | ۳۰ سال، ۱۳۰ روز | Stockholm, Sweden                                          |                                                                                      |
| ۴۶   | Win       | ۴۲–۴   | جرج چوالو           | UD  | ۱۲            | ۱ فوریه ۱۹۶۵    | ۳۰ سال، ۲۸ روز  | Madison Square Garden, New York City, New York, U.S.       |                                                                                      |
| ۴۵   | Win       | ۴۱–۴   | Charlie Powell      | KO  | 6 (10), ۱:۲۱  | ۱۲ دسامبر ۱۹۶۴  | ۲۹ سال، ۳۴۳ روز | Hiram Bithorn Stadium, San Juan, Puerto Rico               |                                                                                      |
| ۴۴   | Win       | ۴۰–۴   | ادی ماچن            | PTS | ۱۲            | Jul 5, 1964     | ۲۹ سال، ۱۸۳ روز | Råsunda Stadium, Stockholm, Sweden                         |                                                                                      |
| ۴۳   | Win       | ۳۹–۴   | Santo Amonti        | TKO | 8 (10), ۲:۲۵  | ۶ ژانویه ۱۹۶۴   | ۲۹ سال، ۲ روز   | Stockholm, Sweden                                          |                                                                                      |
| ۴۲   | Loss      | ۳۸–۴   | سانی لیستون         | KO  | 1 (15), ۲:۱۰  | Jul 22, 1963    | ۲۸ سال، ۱۹۹ روز | Las Vegas Convention Center, Winchester, Nevada, U.S.      | For WBA, The Ring, and lineal heavyweight titles For inaugural WBC heavyweight title |
| ۴۱   | Loss      | ۳۸–۳   | سانی لیستون         | KO  | 1 (15), ۲:۰۶  | ۲۵ سپتامبر ۱۹۶۲ | ۲۷ سال، ۲۶۴ روز | Comiskey Park, Chicago, Illinois, U.S.                     | Lost WBA, The Ring and lineal heavyweight titles                                     |
| ۴۰   | Win       | ۳۸–۲   | تام مک نیلای        | KO  | 4 (15), ۲:۵۱  | ۴ دسامبر ۱۹۶۱   | ۲۶ سال، ۳۳۴ روز | Maple Leaf Gardens, Toronto, Ontario, Canada               | Retained NBA, The Ring and lineal heavyweight titles                                 |
| ۳۹   | Win       | ۳۷–۲   | اینگمار جانسون      | KO  | 6 (15), ۲:۴۵  | ۱۳ مارس ۱۹۶۱    | ۲۶ سال، ۶۸ روز  | Exhibition Hall, Miami Beach, Florida, U.S.                | Retained NBA, The Ring and lineal heavyweight titles                                 |
| ۳۸   | Win       | ۳۶–۲   | اینگمار جانسون      | KO  | 5 (15), ۱:۵۱  | ۲۰ ژوئن ۱۹۶۰    | ۲۵ سال، ۱۶۸ روز | Polo Grounds, New York City, New York, U.S.                | Won NBA, The Ring and lineal heavyweight titles                                      |
| ۳۷   | Loss      | ۳۵–۲   | اینگمار جانسون      | TKO | 3 (15), ۲:۰۳  | ۲۶ ژوئن ۱۹۵۹    | ۲۴ سال، ۱۷۳ روز | Yankee Stadium, New York City, New York, U.S.              | Lost NBA, The Ring and lineal heavyweight titles                                     |
| ۳۶   | Win       | ۳۵–۱   | Brian London        | KO  | 11 (15), ۰:۵۱ | ۱ مه ۱۹۵۹       | ۲۴ سال، ۱۱۷ روز | Fairgrounds Coliseum, Indianapolis, Indiana, U.S.          | Retained NBA, The Ring and lineal heavyweight titles                                 |
| ۳۵   | Win       | ۳۴–۱   | روی هریس            | RTD | ۱2 (15)       | ۱۸ اوت ۱۹۵۸     | ۲۳ سال، ۲۲۶ روز | Wrigley Field, Los Angeles, California, U.S.               | Retained NBA, The Ring and lineal heavyweight titles                                 |
| ۳۴   | Win       | ۳۳–۱   | پیت رادماکر         | KO  | 6 (15), ۲:۵۷  | ۲۲ اوت ۱۹۵۷     | ۲۲ سال، ۲۳۰ روز | Sick's Stadium, Seattle, Washington, U.S.                  | Retained NBA, The Ring and lineal heavyweight titles                                 |
| ۳۳   | Win       | ۳۲–۱   | تامی جکسون          | TKO | 10 (15), ۱:۵۲ | Jul 29, 1957    | ۲۲ سال، ۲۰۶ روز | Polo Grounds, New York City, New York, U.S.                | Retained NBA, The Ring and lineal heavyweight titles                                 |
| ۳۲   | Win       | ۳۱–۱   | آرچی مور            | KO  | 5 (15), ۲:۲۷  | ۳۰ نوامبر ۱۹۵۶  | ۲۱ سال، ۳۳۱ روز | Chicago Stadium, Chicago, Illinois, U.S.                   | Won vacant NBA, The Ring, and lineal heavyweight titles                              |
| ۳۱   | Win       | ۳۰–۱   | Tommy Jackson       | SD  | ۱۲            | ۸ ژوئن ۱۹۵۶     | ۲۱ سال، ۱۵۶ روز | Madison Square Garden, New York City, New York, U.S.       |                                                                                      |
| ۳۰   | Win       | ۲۹–۱   | Alvin Williams      | KO  | 3 (10), ۱:۵۸  | ۱۰ آوریل ۱۹۵۶   | ۲۱ سال، ۹۷ روز  | Memorial Hall, Kansas City, Missouri, U.S.                 |                                                                                      |
| ۲۹   | Win       | ۲۸–۱   | Jimmy Walls         | TKO | 2 (10), ۲:۲۹  | ۱۲ مارس ۱۹۵۶    | ۲۱ سال، ۶۸ روز  | New Britain, Connecticut, U.S.                             |                                                                                      |
| ۲۸   | Win       | ۲۷–۱   | Jimmy Slade         | TKO | 7 (10), ۲:۰۵  | ۸ دسامبر ۱۹۵۵   | ۲۰ سال، ۳۳۸ روز | Grand Olympic Auditorium, Los Angeles, California, U.S.    |                                                                                      |
| ۲۷   | Win       | ۲۶–۱   | Calvin Brad         | KO  | 1 (10), ۲:۵۸  | ۱۳ اکتبر ۱۹۵۵   | ۲۰ سال، ۲۸۲ روز | Grand Olympic Auditorium, Los Angeles, California, U.S.    |                                                                                      |
| ۲۶   | Win       | ۲۵–۱   | Dave Whitlock       | KO  | 3 (10), ۰:۵۲  | ۲۹ سپتامبر ۱۹۵۵ | ۲۰ سال، ۲۶۸ روز | Winterland Arena, San Francisco, California, U.S.          |                                                                                      |
| ۲۵   | Win       | ۲۴–۱   | Alvin Williams      | TKO | 8 (10), ۲:۲۸  | ۸ سپتامبر ۱۹۵۵  | ۲۰ سال، ۲۴۷ روز | Moncton, New Brunswick, Canada                             |                                                                                      |
| ۲۴   | Win       | ۲۳–۱   | Archie McBride      | KO  | 7 (10), ۱:۴۶  | Jul 6, 1955     | ۲۰ سال، ۱۸۳ روز | Madison Square Garden, New York City, New York, U.S.       |                                                                                      |
| ۲۳   | Win       | ۲۲–۱   | ایوون دورلو         | RTD | 5 (10)        | ۲۳ ژوئن ۱۹۵۵    | ۲۰ سال، ۱۷۰ روز | Newcastle, New Brunswick, Canada                           |                                                                                      |
| ۲۲   | Win       | ۲۱–۱   | Esau Ferdinand      | TKO | 10 (10), ۲:۴۹ | ۱۷ مارس ۱۹۵۵    | ۲۰ سال، ۷۲ روز  | Civic Auditorium, Oakland, California, U.S.                |                                                                                      |
| ۲۱   | Win       | ۲۰–۱   | Don Grant           | TKO | 5 (10), ۱:۱۳  | ۱۷ ژانویه ۱۹۵۵  | ۲۰ سال، ۱۳ روز  | Eastern Parkway Arena, New York City, New York, U.S.       |                                                                                      |
| ۲۰   | Win       | ۱۹–۱   | Willie Troy         | TKO | 5 (8)         | ۷ ژانویه ۱۹۵۵   | ۲۰ سال، ۳ روز   | Madison Square Garden, New York City, New York, U.S.       |                                                                                      |
| ۱۹   | Win       | ۱۸–۱   | Jimmy Slade         | UD  | ۸             | ۱۹ نوامبر ۱۹۵۴  | ۱۹ سال، ۳۱۹ روز | Madison Square Garden, New York City, New York, U.S.       |                                                                                      |
| ۱۸   | Win       | ۱۷–۱   | Joe Gannon          | UD  | ۸             | ۲۲ اکتبر ۱۹۵۴   | ۱۹ سال، ۲۹۱ روز | Madison Square Garden, New York City, New York, U.S.       |                                                                                      |
| ۱۷   | Win       | ۱۶–۱   | Esau Ferdinand      | UD  | ۸             | ۱۱ اکتبر ۱۹۵۴   | ۱۹ سال، ۲۸۰ روز | St. Nicholas Arena, New York City, New York, U.S.          |                                                                                      |
| ۱۶   | Win       | ۱۵–۱   | Tommy Harrison      | TKO | 1 (8), ۱:۲۹   | ۲ اوت ۱۹۵۴      | ۱۹ سال، ۲۱۰ روز | Eastern Parkway Arena, New York City, New York, U.S.       |                                                                                      |
| ۱۵   | Win       | ۱۴–۱   | Jacques Royer Crecy | TKO | 7 (8)         | Jul 12, 1954    | ۱۹ سال، ۱۸۹ روز | St. Nicholas Arena, New York City, New York, U.S.          |                                                                                      |
| ۱۴   | Loss      | ۱۳–۱   | جوی ماکسیم          | UD  | ۸             | ۷ ژوئن ۱۹۵۴     | ۱۹ سال، ۱۵۴ روز | Eastern Parkway Arena, New York City, New York, U.S.       |                                                                                      |
| ۱۳   | Win       | ۱۳–۰   | Jesse Turner        | UD  | ۸             | ۱۰ مه ۱۹۵۴      | ۱۹ سال، ۱۲۶ روز | Eastern Parkway Arena, New York City, New York, U.S.       |                                                                                      |
| ۱۲   | Win       | ۱۲–۰   | Alvin Williams      | UD  | ۸             | ۱۹ آوریل ۱۹۵۴   | ۱۹ سال، ۱۰۵ روز | Eastern Parkway Arena, New York City, New York, U.S.       |                                                                                      |
| ۱۱   | Win       | ۱۱–۰   | Sammy Brown         | TKO | 2 (10), ۱:۴۰  | ۳۰ مارس ۱۹۵۴    | ۱۹ سال، ۸۵ روز  | Turner's Arena, Washington, D.C., U.S.                     |                                                                                      |
| ۱۰   | Win       | ۱۰–۰   | Yvon Durelle        | UD  | ۸             | ۱۵ فوریه ۱۹۵۴   | ۱۹ سال، ۴۲ روز  | Eastern Parkway Arena, New York City, New York, U.S.       |                                                                                      |
| ۹    | Win       | ۹–۰    | Dick Wagner         | TKO | 5 (8), ۲:۲۹   | ۱۴ دسامبر ۱۹۵۳  | ۱۸ سال، ۳۴۴ روز | Eastern Parkway Arena, New York City, New York, U.S.       |                                                                                      |
| ۸    | Win       | ۸–۰    | Wes Bascom          | UD  | ۸             | ۱۹ اکتبر ۱۹۵۳   | ۱۸ سال، ۲۸۸ روز | Eastern Parkway Arena, New York City, New York, U.S.       |                                                                                      |
| ۷    | Win       | ۷–۰    | Gordon Wallace      | TKO | 3 (8), ۰:۵۲   | ۱ ژوئن ۱۹۵۳     | ۱۸ سال، ۱۴۸ روز | Eastern Parkway Arena, New York City, New York, U.S.       |                                                                                      |
| ۶    | Win       | ۶–۰    | Dick Wagner         | SD  | ۸             | ۱۳ آوریل ۱۹۵۳   | ۱۸ سال، ۹۹ روز  | Eastern Parkway Arena, New York City, New York, U.S.       |                                                                                      |
| ۵    | Win       | ۵–۰    | Chester Mieszala    | TKO | 5 (6), ۱:۲۵   | ۲۸ ژانویه ۱۹۵۳  | ۱۸ سال، ۲۴ روز  | Chicago Stadium, Chicago, Illinois, U.S.                   |                                                                                      |
| ۴    | Win       | ۴–۰    | Lalu Sabotin        | TKO | 5 (8), ۱:۳۰   | ۲۹ دسامبر ۱۹۵۲  | ۱۷ سال، ۳۶۰ روز | Eastern Parkway Arena, New York City, New York, U.S.       |                                                                                      |
| ۳    | Win       | ۳–۰    | Lester Johnson      | TKO | 3 (6), ۱:۲۶   | ۳۱ اکتبر ۱۹۵۲   | ۱۷ سال، ۳۰۱ روز | Madison Square Garden, New York City, New York, U.S.       |                                                                                      |
| ۲    | Win       | ۲–۰    | Sammy Walker        | TKO | 2 (6), ۰:۴۷   | ۶ اکتبر ۱۹۵۲    | ۱۷ سال، ۲۷۶ روز | Eastern Parkway Arena, New York City, New York, U.S.       |                                                                                      |
| ۱    | Win       | ۱–۰    | Eddie Godbold       | KO  | 4 (6), ۱:۳۹   | ۱۲ سپتامبر ۱۹۵۲ | ۱۷ سال، ۲۵۲ روز | St. Nicholas Arena, New York City, New York, U.S.          |                                                                                      |